# Anthalia scutellaris
Anthalia scutellaris är en tvåvingeart som beskrevs av Axel Leonard Melander 1927. Anthalia scutellaris ingår i släktet Anthalia och familjen puckeldansflugor.
Artens utbredningsområde är Washington. Inga underarter finns listade i Catalogue of Life.